# Риженко Леонід Петрович
Леонід Петрович Риженко (1903, село Чечерськ, тепер Рогачовського району Гомельської області, Республіка Білорусь — 30 листопада 1979, Київ) — український радянський діяч, міністр м'ясної і молочної промисловості УРСР. Депутат Верховної Ради УРСР 7-го скликань. Кандидат в члени ЦК КПУ в 1966—1971 р.

## Біографія
Трудову діяльність розпочав у 1916 році наймитом.
Член ВКП(б) з 1923 року.
У 1921 — 1929 р. — на комсомольській роботі на Херсонщині, Миколаївщині та Одещині.
Освіта вища. У 1933 році закінчив Ленінградський технологічний інститут холодильної промисловості.
У 1933 — 1956 р. — директор холодильника у місті Харкові; головний інженер Головного управління холодильної промисловості; головний контролер Міністерства Державного Контролю СРСР; заступник міністра м'ясної і молочної промисловості СРСР; начальник Головхолоду Міністерства зовнішньої і внутрішньої торгівлі СРСР; 1-й заступник міністра і член колегії Міністерства промисловості м'ясних і молочних продуктів СРСР.
8 серпня 1956 — 31 травня 1957 року — міністр промисловості м'ясних і молочних продуктів Української РСР.
22 липня 1957 — серпень 1958 року — начальник відділу промисловості м'ясних і молочних продуктів (м'ясної і молочної промисловості) Державної планової комісії Ради Міністрів УРСР — міністр Української РСР.
У серпні 1958 — квітні 1959 року — начальник відділу м'ясо-молочної і рибної промисловості Державної планової комісії Ради Міністрів УРСР — міністр Української РСР.
У квітні 1959 — листопаді 1960 року — начальник відділу м'ясо-молочної і рибної промисловості Державної планової комісії Ради Міністрів УРСР.
У листопаді 1960 — жовтні 1965 року — начальник відділу харчової промисловості; начальник відділу планування харчової промисловості Державної планової комісії Ради Міністрів УРСР.
23 жовтня 1965 — 12 серпня 1970 року — міністр м'ясної і молочної промисловості Української РСР.
З серпня 1970 — на пенсії.

## Нагороди
- орден Леніна
- орден Жовтневої Революції
- три ордени Трудового Червоного Прапора (26.02.1958,)
- орден Знак Пошани
- медалі
- Почесна грамота Президії Верховної Ради Української РСР (1963)